# 罗讷河畔沙尔姆
罗讷河畔沙尔姆（法語：Charmes-sur-Rhône，法語發音：[ʃaʁm syʁ ʁon]）是法国阿尔代什省的一个市镇，属于普里瓦区。

## 地理
罗讷河畔沙尔姆（44°51'49"N, 4°50'7"E）面积5.95 平方千米，位于法国奥弗涅-罗讷-阿尔卑斯大区阿尔代什省，该省份为法国东南部内陆省份，北起顺时针与卢瓦尔省、伊泽尔省、德龙省、沃克吕兹省、加尔省、洛泽尔省和上盧瓦爾省接壤。
与罗讷河畔沙尔姆接壤的市镇（或旧市镇、城区）包括：圣乔治莱班、苏瓦永、图洛、罗讷河畔埃图瓦勒。

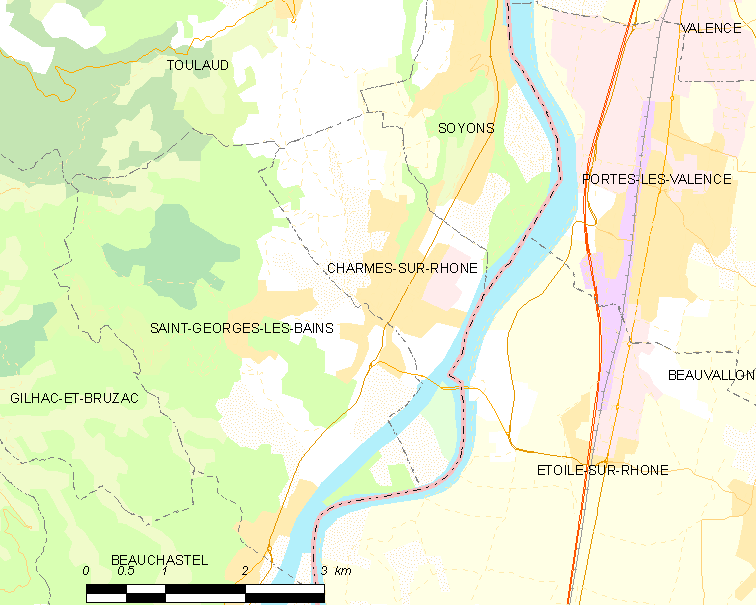
罗讷河畔沙尔姆的OSM定位图

罗讷河畔沙尔姆的时区为UTC+01:00、UTC+02:00（夏令时）。

## 行政
罗讷河畔沙尔姆的邮政编码为07800，INSEE市镇编码为07055。

## 政治
罗讷河畔沙尔姆所属的省级选区为罗讷-埃里约县。

## 人口

1962-2008年间罗讷河畔沙尔姆人口变化图示

罗讷河畔沙尔姆于2022年1月1日时的人口数量为3160人。